# Eulaliusz (patriarcha Antiochii)
Eulaliusz – mianowany przez arian patriarcha Antiochii; sprawował urząd w latach 331–333.